# Музей современного искусства (Лос-Анджелес)

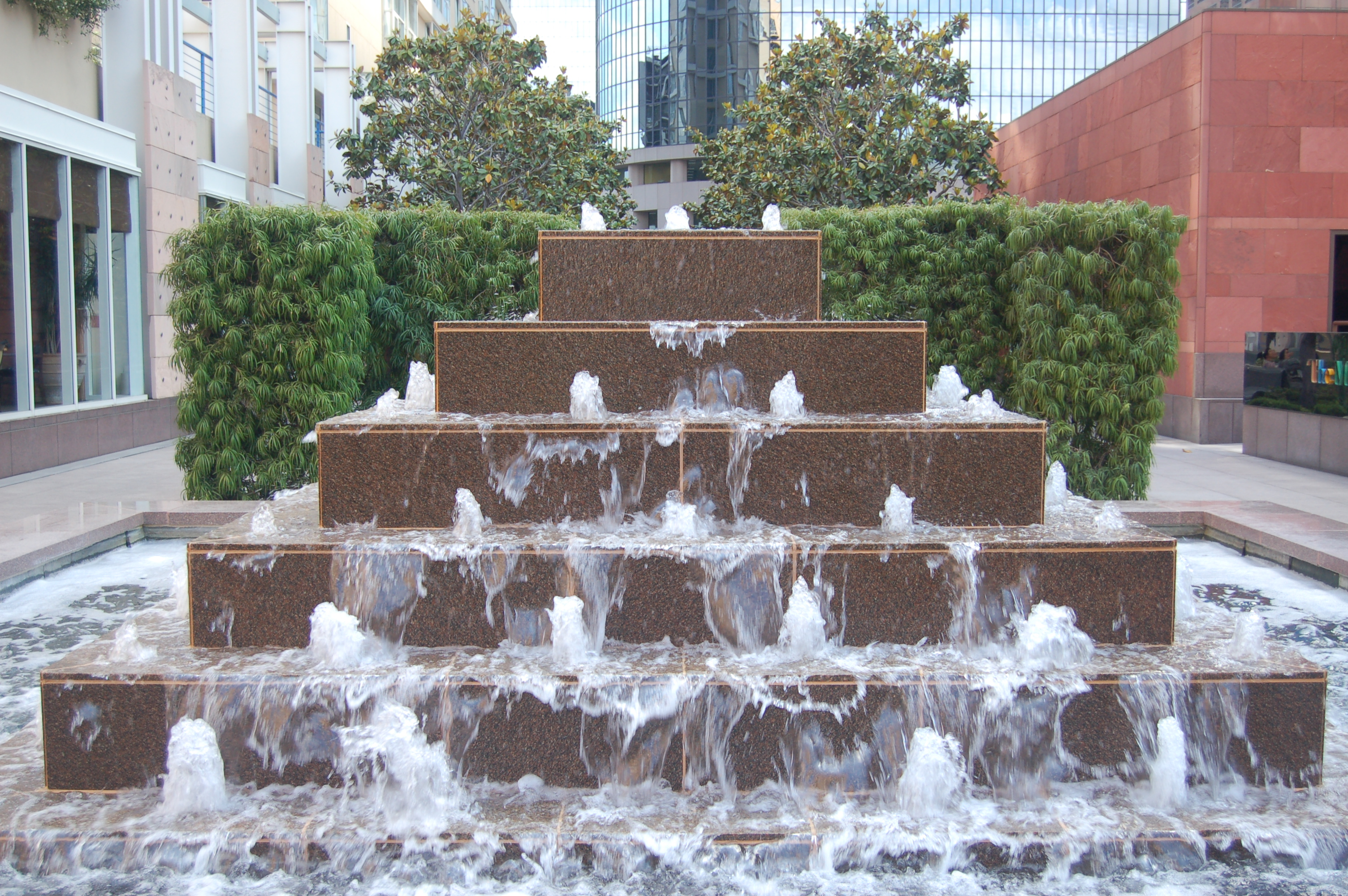
Фонтан в музее

Музей современного искусства в Лос-Анджелесе (англ. The Museum of Contemporary Art, Los Angeles, сокр. MOCA) — музей в Лос-Анджелесе, Калифорния, посвящённый современному искусству.
Музей располагается в трёх местах города: в Даунтауне, в Маленьком Токио и Западном Голливуде. Его экспонаты состоят в основном из американского и европейского современного искусства, созданного после 1940 года.

## История
В 1979 году на мероприятии по сбору политических средств в отеле «Беверли Хиллз» мэр Лос-Анджелеса Том Брэдли, член местного совета Джоэл Вакс и меценат Марсия Саймон Вейсман (Marcia Simon Weisman), находясь за одним столом, обсуждали потребность города в музее современного искусства. Позже к ним присоединился брат Вейсмана — Нортон Саймон, подыскивающий место для своей весьма ценной коллекции искусства, который в 1974 году стал ответственным за коллекцию Художественного музея Пасадины. Вскоре при мэре был организован музейный консультативный комитет, во главе с Уильямом Норрисом (William A. Norris), приступивший к созданию нового музея. В этом же году Вейсман и пять других ключевых лос-анджелесских коллекционеров подписали соглашение, согласно которому обещали отдать часть своих художественных коллекций на сумму до 6 миллионов долларов для создания музея.
Так было положено начало нового музея в Лос-Анджелесе. В 1980 году молодой музей имел офис на Boyd Street. Самые выдающиеся благотворители и коллекционеры города были собраны в этом же году в попечительский совет и поставили перед собой цель собрать для музея 10 миллионов долларов в первый же год существования. Был набран музейный персонал под руководством Ричарда Кошалека (Richard Koshalek), установлены отношения с художниками и художественными галереями. На пожертвования филантропов Эли Брода и Макса Палевского, а также Atlantic Richfield Company в размере 1 миллиона долларов началось создание музея.

## Коллекция
Основой для Лос-анджелесского музея современного искусства стали подарки от нескольких крупных частных коллекционеров являются краеугольными камнями постоянной, насчитывающие почти 6000 работ.
Уже к 1983 году музей стал значимым событием в мире международного искусства. В 1984 году была приобретена часть коллекции Джузеппе Панца, включающая в себя 80 оригинальных произведений абстрактного экспрессионизма и поп-арта Жана Фортрие, Франца Клайна, Роя Лихтенштейна, Класа Олденбурга, Роберта Раушенберга, Марка Ротко и Антони Тапиеса. В 1985 году музей принял работу Double Negative Майкла Хейзера, подаренную коллекционером Вирджинией Дван. В 1986 году телережиссёр Барри Лоуэн (Barry Lowen) передал музею 67 работ произведений минималистской, постминималистской и неоэкспрессионистской живописи, скульптуры, фотографии и рисунка таких авторов, как Дэн Флавин, Элсуорт Келли, Агнес Мартин, Элизабет Мюррей, Джулиана Шнабеля, Джоэла Шапиро, Фрэнка Стеллы и Сая Твомбли. В 1989 году в дар были переданы экспонаты из коллекции Риты и Тафта Шрайбер (Rita and Taft Schreiber), в которую вошли 18 картин и скульптур Джексона Поллока, Пита Мондриана, Аршила Горки и других авторов. Голливудский агент Фил Герш и его жена Беатрис (Phil and Beatrice Gersh) в том же году передали музею 13 значимых  экспонатов из своей коллекции, включая картины Эда Руша, Синди Шерман и Сьюзен Ротенберг. Сам соучредитель музея — Марсия Саймон Вейсман завещал 83 художественных произведения, включая работы Виллема де Кунинга, Барнетта Ньюмана, Джаспера Джонса, Ричарда Дибенкорна и Сэма Фрэнсиса. В 1991 году голливудский сценарист Скотт Шпигель пожертвовал произведения Жана-Мишеля Баския, Марка Иннерста, Роберта Лонго, Сьюзен Ротенберг, Дэвида Салле и других авторов. В 2004 году Лос-Анджелесский музей получил самую большую группу произведений искусства, подаренных частным коллекционером за свою 25-летнюю историю: Блейк Бирн (Blake Byrne), попечитель MOCA и отставной руководитель телевидения, передал 123 работы (картины, скульптуры, рисунки, видео-материалы и фотографии) 78 авторов. В течение многих лет крупные пожертвования произведений искусства поступали от фондов  Lannan Foundation и Ralph M. Parsons Foundation.
Музей также получает подарки от самих авторов произведений, в частности, от скульптора Пола Маккарти, художников Дуга Эйткена и Эда Мозеса, фотографа Андреаса Гурски.

Инсталляции и работы
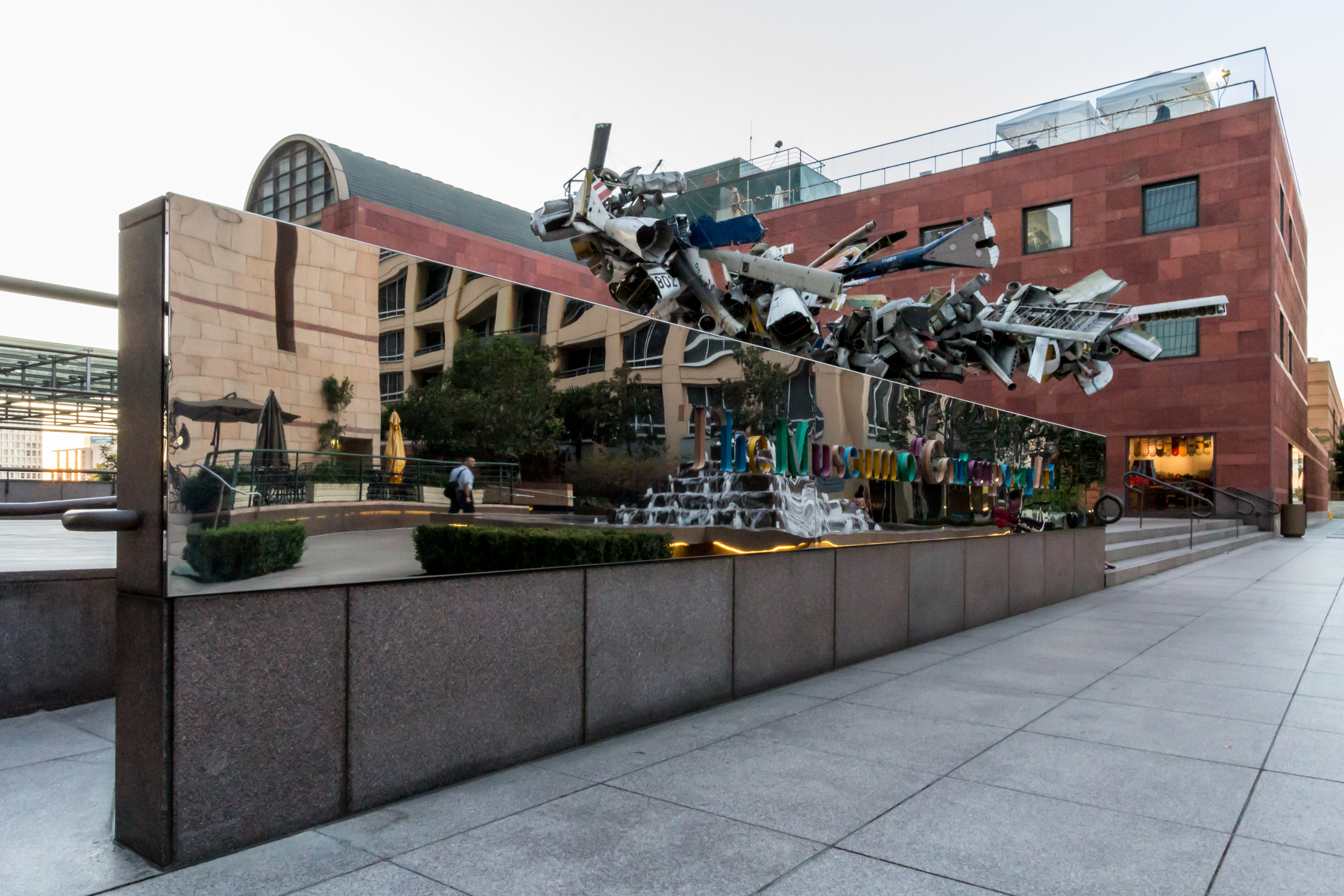
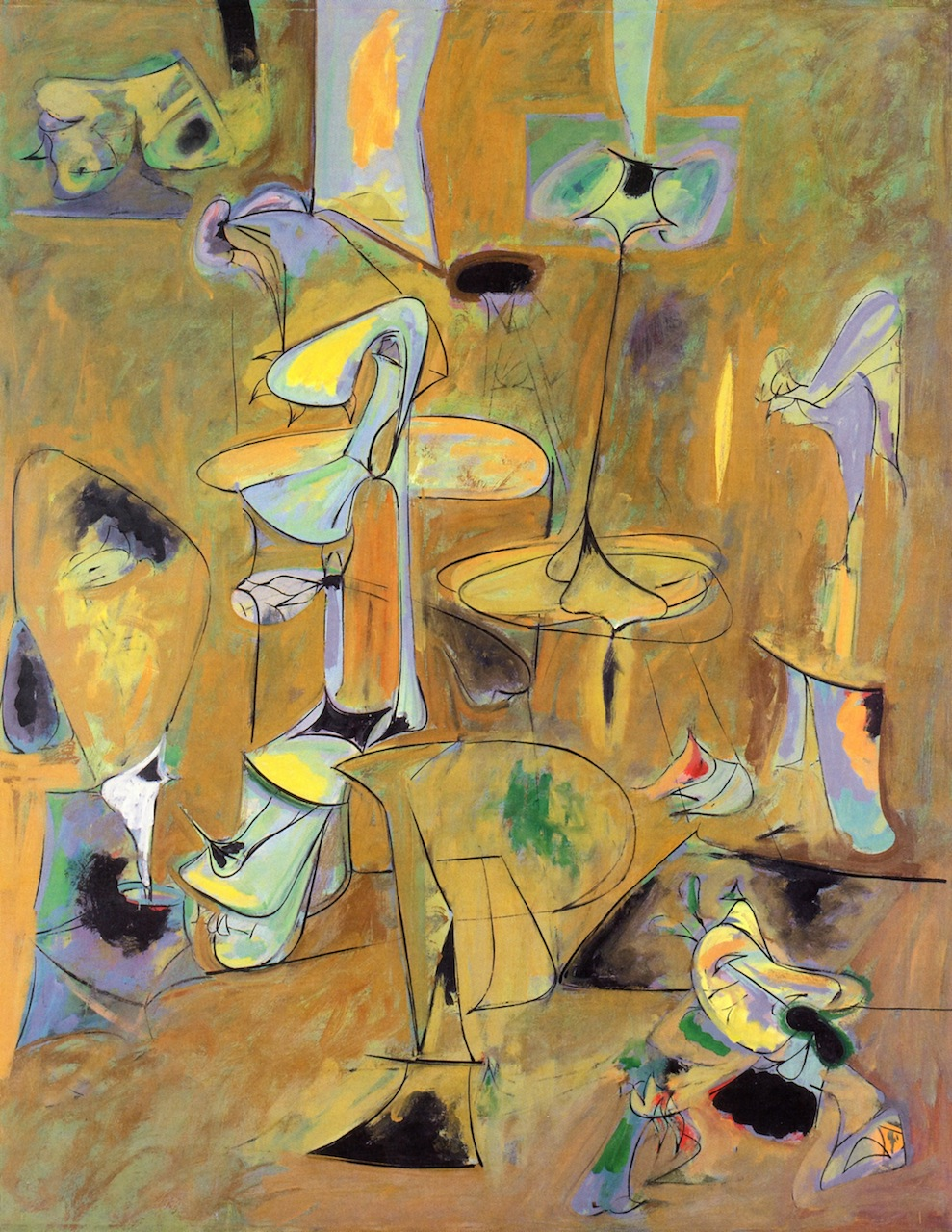
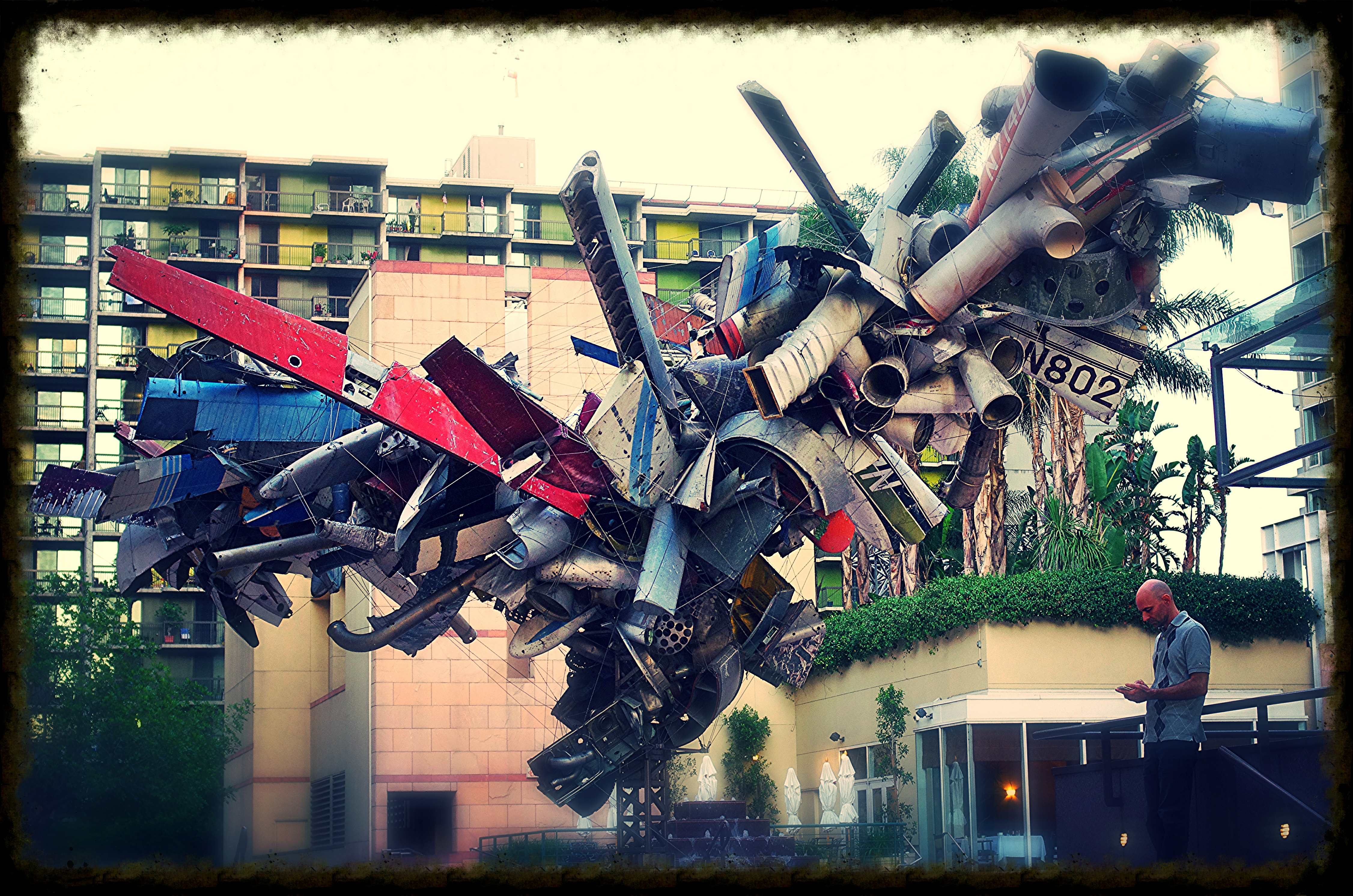

## Деятельность
Музей современного искусства в Лос-Анджелесе ведёт обширную выставочную деятельность, проводя тематические обзорные выставкам о послевоенном искусстве. Также проводятся авторские (персональные) выставки работ художников. Музей проводит мультихудожественные шоу на провокационные или очень сложные темы. Музей проводит раз в два года фестиваль LA Freewaves Festival, который представляет независимые и экспериментальные средства массовой информации и принимает различных докладчиков по темам образования, искусства, технологий и средств массовой информации, представляющих широкий спектр новых медиа.
В первое воскресенье каждого месяца с 13:00 до 15:30 в музее проводятся мастер-классы Sunday Studio, в которых освещаются избранные работы текущих выставок. Ежегодно, каждую весну, проводится День большой семьи (Big Family Day).
Музей посещают примерно 60% жителей Лос-Анджелеса; общая посещаемость в 2010 году  составила 236 104 человека.